# Serra Negra

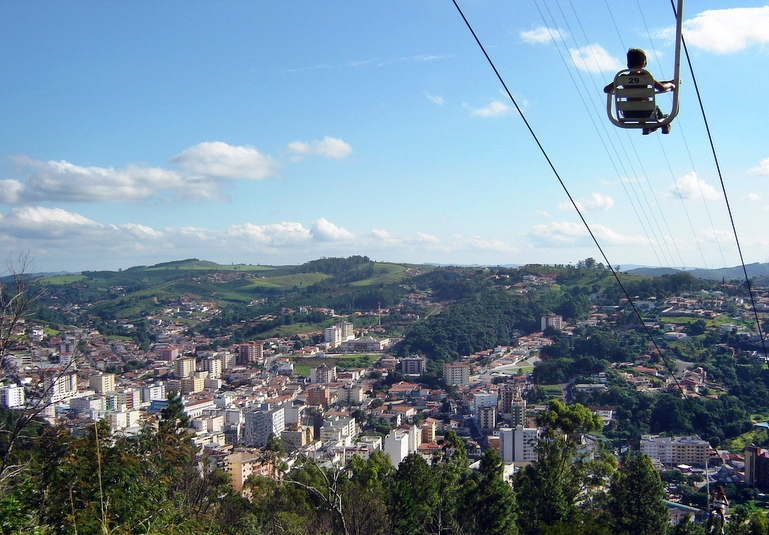
Serra Negra.

Serra Negra este un oraș în São Paulo (SP), Brazilia.